# Dieldrina
La dieldrina és un compost organoclorat originalment produït el 1948 per J. Hyman & Co. a Denver com a insecticida per emprar en l'agricultura i que actualment està prohibida en totes les seves formulacions i usos per ser perjudicial per a la salut humana i el medi ambient. Està relacionada amb l'aldrín perquè aquest s'oxida fàcilment per convertir-se en dieldrina, i tant l'aldrín com la dieldrina són anomenats a partir de la reacció Diels-Alder amb la que se sintetitzen, ja que ambdós són substàncies químiques manufacturades no presents al medi ambient de manera natural.
Originalment desenvolupada el 1940 com una alternativa al DDT, la dieldrina va demostrar ser un insecticida altament eficaç i va ser usada àmpliament des del 1950 fins a principis de 1970 quan va ser prohibit el seu ús a la majoria dels països. La dieldrina forma part del grup de Contaminants orgànics persistents (COPs) definit pel conveni d'Estocolm.
És molt tòxic pels humans, pot absorbir-se per via cutània o ingestió. La substància descompon en escalfar-se produint fums tòxics incloent clorur d'hidrogen. Reacciona amb àcids i oxidants. Ataca determinats metalls a causa de la lenta formació de clorur d'hidrogen.

## Propietats
Es presenta en forma d'una pols cristal·lina blanca quan és pura, mentre que els compostos comercials de menor puresa presenten un color canyella. Ambdós fan una lleu olor de substància química. La dieldrina és insoluble en aigua i en la majoria dels dissolvents orgànics, i estable en àcids i bases orgànics i inorgànics. Altament tòxica, és absorbida també pel contacte amb la pell. La seva aplicació a raó de 3 kg per ha de terreny causa l'extermini d'una gran quantitat d'espècies animals, especialment d'ocells i peixos. La dieldrina és un estereoisòmer de l'endrina.

## Producció
La dieldrina es pot formar mitjançant una reacció Diels-Alder entre 1,3-ciclopentadiè i etí per formar norboradiè, que amb una subsegüent reacció Diels-Alder amb hexaclorociclopentadiè formarà aldrín. La posterior epoxidació de l'anell norborè amb anhidrid acètic donarà lloc a la formació de la dieldrina.

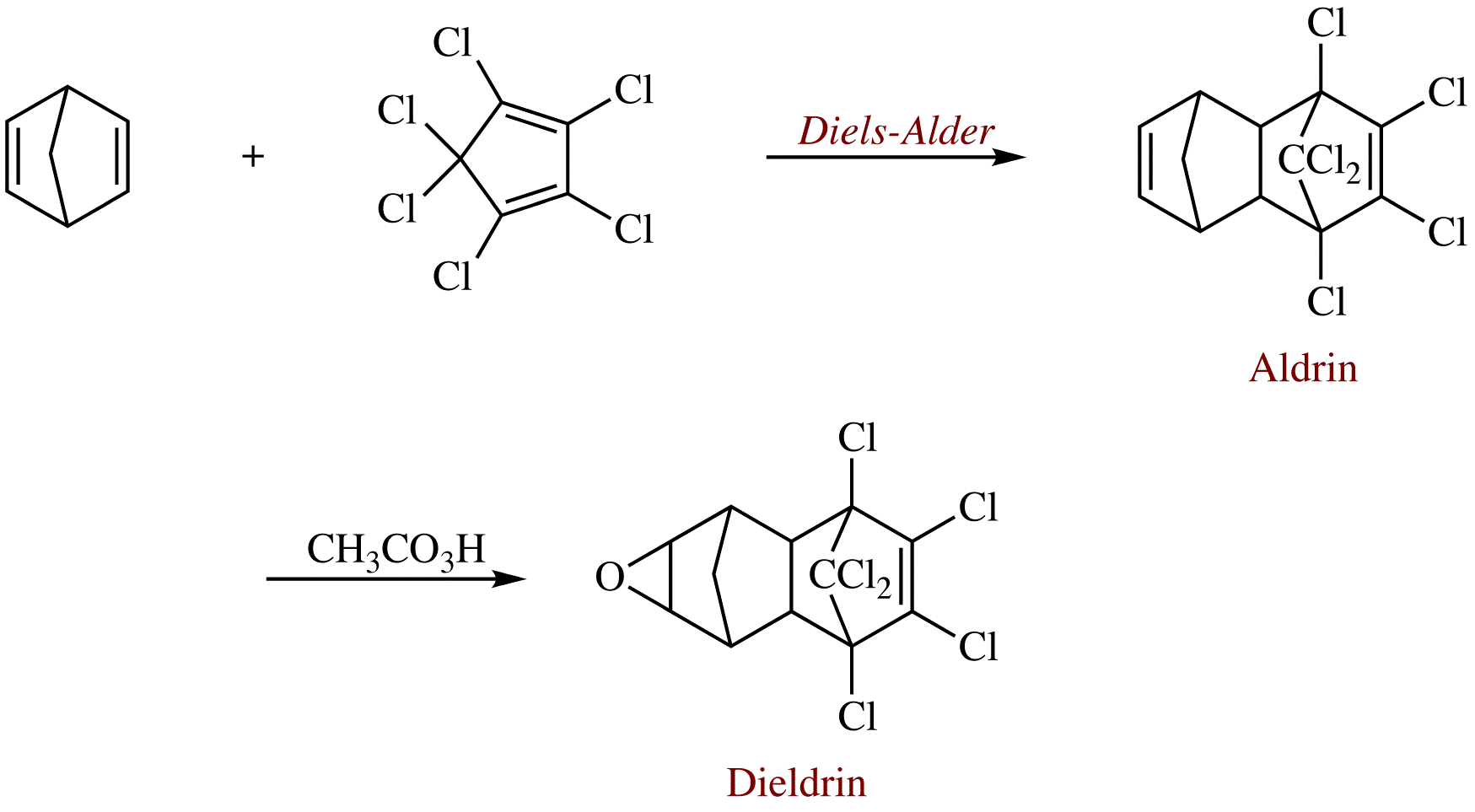
Síntesi de dieldrina via una reacció Diels-Alder seguida d'oxidació amb anhidrid acètic

## Impacte ambiental
La dieldrina és un compost difícil de descompondre pel que persisteix al medi ambient, especialment en àrees temperades, i a més tendeix a la biomagnificació a mesura que es distribueix per la cadena alimentària. És altament tòxica per l'ésser humà, amb alts nivells d'exposició a curt termini causant mal de cap, mareig i tremors seguits de convulsions, pèrdua del coneixement i possible mort.
La dieldrina és molt tòxica pels insectes però també per a molts animals tals com peixos, crustacis i moltes espècies d'aus. És per això que el seu ús està prohibit a gran part del món.
La dieldrina persisteix al sòl amb una vida mitjana de cinc anys en latituds temperades, ja que resisteix la descomposició per atac bacterià o químic del medi ambient. En el cas de volatilització dels sediments, aquests es poden redistribuir a través dels corrents aeris, contaminant àrees llunyanes al seu punt d'emissió. S'han mesurat lleugeres concentracions de dieldrina en fauna àrtica el que suggereix el seu transport a llarga distància des de zones agrícoles de regions australs.
L'exposició a dieldrina ha sigut relacionada amb problemes de salut tals com Parkinson, càncer de mama i danys al sistema immunitari, reproductiu i nerviós. També pot afectar adversament al descens testicular en el fetus si una dona embarassada està exposada a dieldrina. Altres estudis han relacionat certes dosis de dieldrina amb un augment significatiu de càncer hepàtic o biliar.

## Història i legislació
La dieldrina va ser usada àmpliament en zones agrícoles de tot el món des del 1950 com a insecticida en cultius de fruiters, aplicada tant a les fruites com a la terra i les llavors. També era feta servir com a conservant per algunes fustes, i aquest ús s'ha mantingut fins avui dia en països com Finlàndia.
Legislació: l'ús de dieldrina està prohibit a la majoria de països des del 1970, però l'aldrín encara s'utilitza com a termicida a Malàisia, Tailàndia, Veneçuela i algunes parts d'Àfrica pel que pot haver-hi presència de dieldrina. L'ús de dieldrina en l'agricultura està prohibit en tots els països de la Unió Europea, Anglaterra, Estats Units i altres. Pel seu ús en altres aplicacions poden haver-hi excepcions, per una legislació més concreta veure el document del programa internacional sobre seguretat química de l'IPCS (en anglés).